# 류드밀라 푸티나
류드밀라 알렉산드로브나 푸티나(러시아어: Людми́ла Алекса́ндровна Пу́тина, 1958년 1월 6일 ~ )는 블라디미르 푸틴 대통령의 전 영부인이다.

## 생애

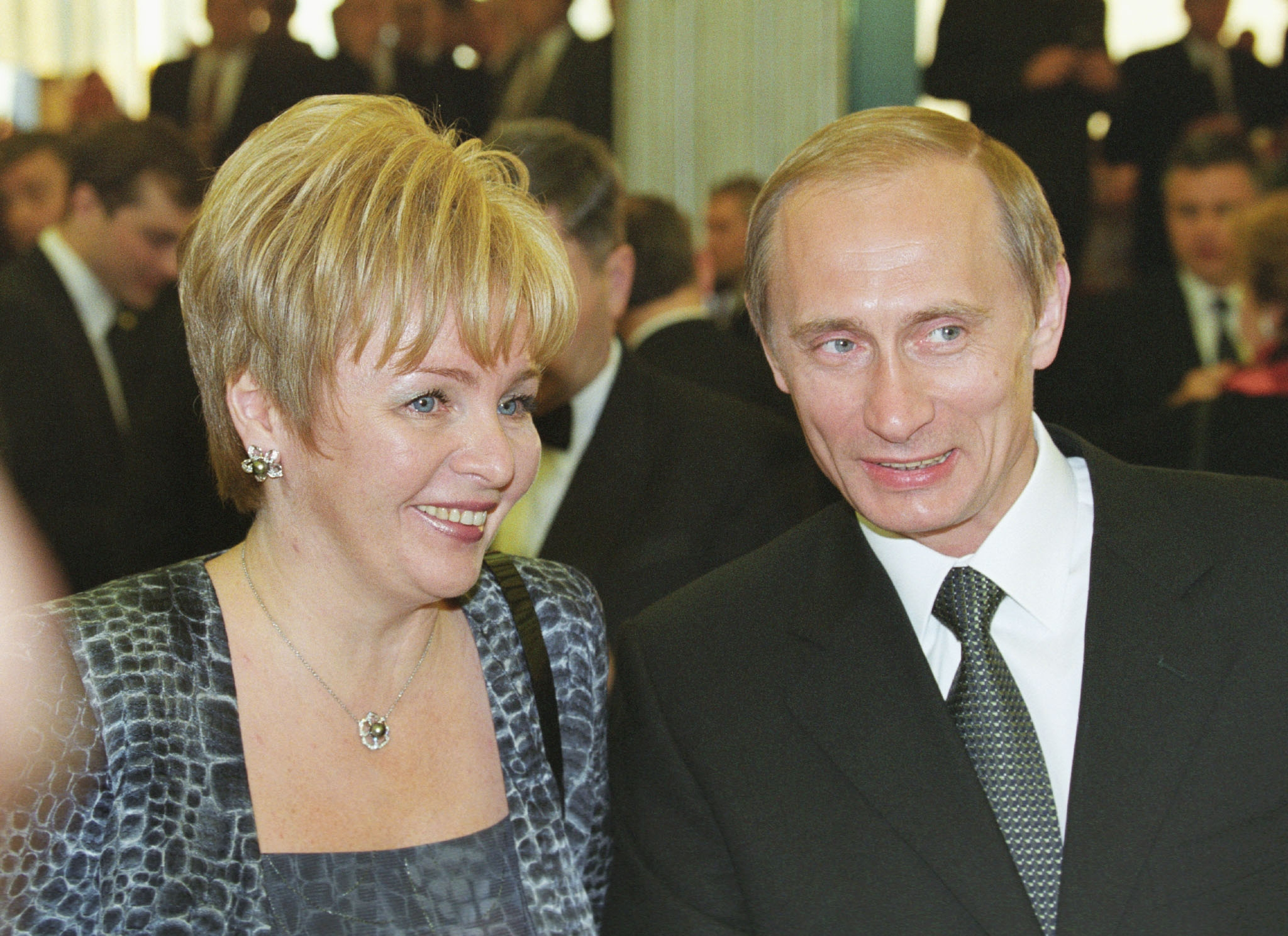
남편의 취임식이 끝난 후 (2000년)

칼리닌그라드에서 태어나 1983년 7월 28일에 블라디미르 푸틴과 결혼하여 두 딸 마리야(1985년생)와 카탸(본명 : 예카테리나, 1986년 동독 드레스덴에서 출생)를 두었다. 딸들은 아버지가 1999년 총리로 임명될까지 모스크바 독일어 학교를 다녔다.
그녀는 젊을 때 아에로플로트의 승무원으로도 활동했었다. 1986년 레닌그라드 주립 대학교에서 언어학을 전공하여 졸업하였고, 1990년부터 1994년까지 모교에서 독일어 강사를 지냈다.
1999년까지 몇년 동안 JSC 텔레콤 투자의 모스크바 대표를 지내왔다.
푸틴이 정치 권력자로 부상한 이후 푸티나는 의전상 필요한 경우를 제외하고는 조명 받는 것을 피하고 남편을 공개적으로 지원하는 활동을 제한하는 등 러시아 정치무대에서 사람들의 이목이 집중되는 것을 피하였다.
2013년 6월 6일 그녀와 푸틴은 합의 이혼을 공적으로 발표하였으며 2014년 4월 크레믈린 당국은 두 사람의 이혼 절차가 완료되었음을 발표하였다.
그녀는 2015년 초에 아르투르 오체레트니와 재혼하였다.

## 갤러리

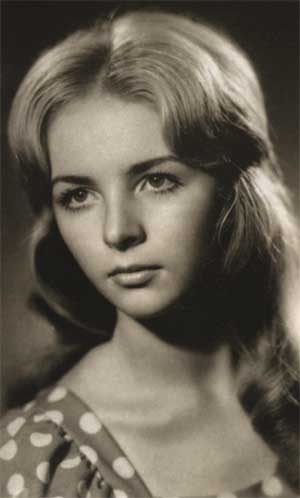
젊은 시절의 류드밀라 푸티나
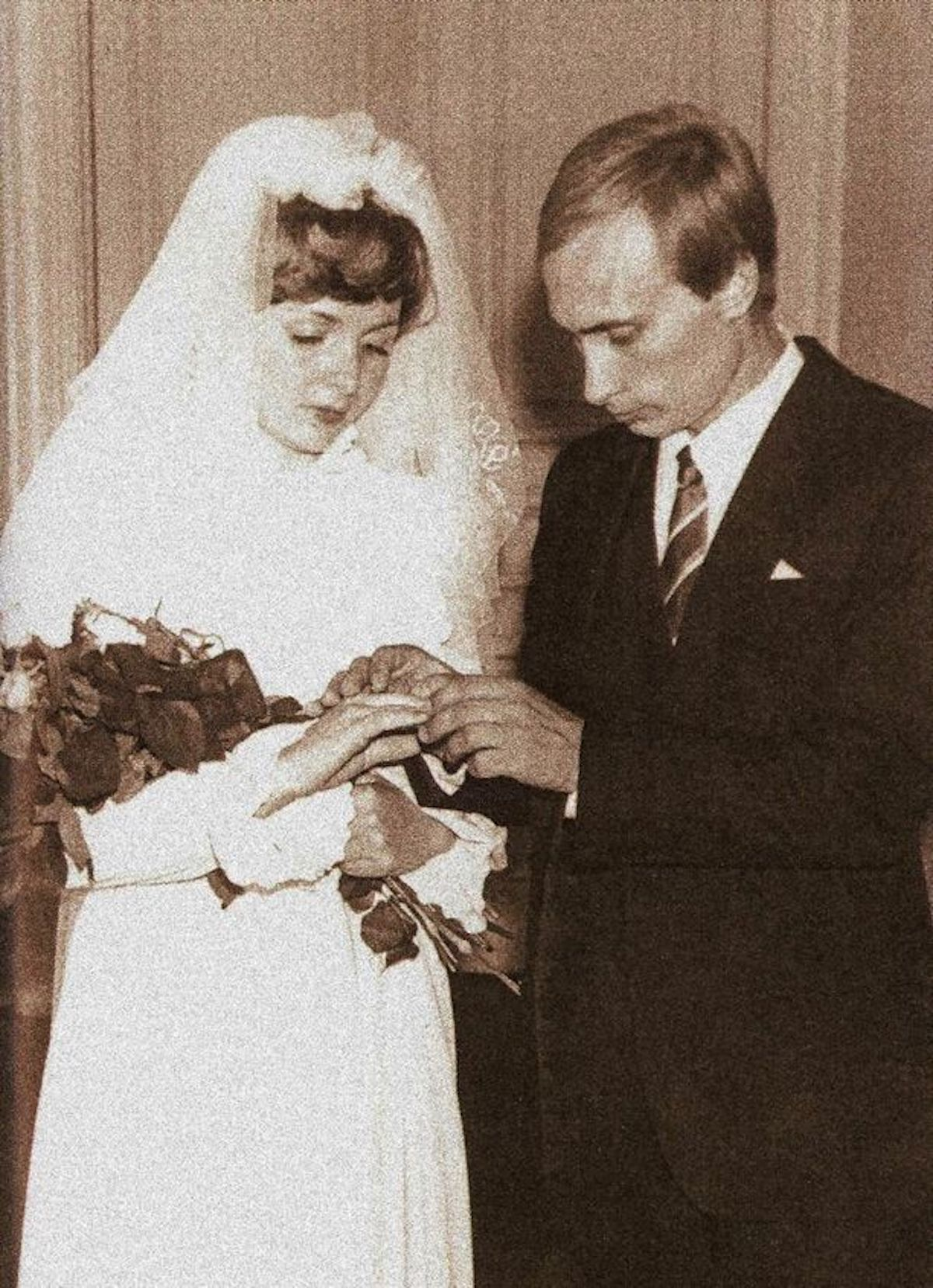
1983년 결혼식에서
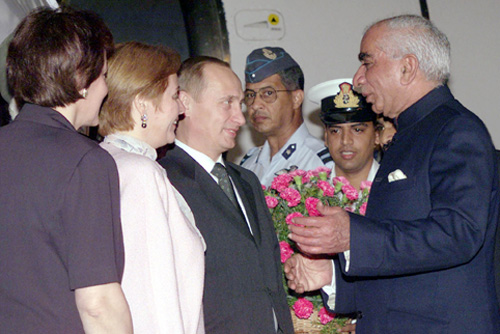
2000년 10월 인도 방문 때 자시완트 싱 외무장관을 만나는 푸틴 부부
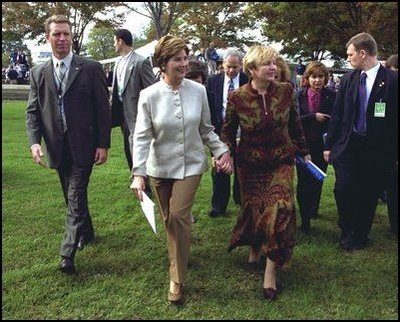
로라 부시와 함께
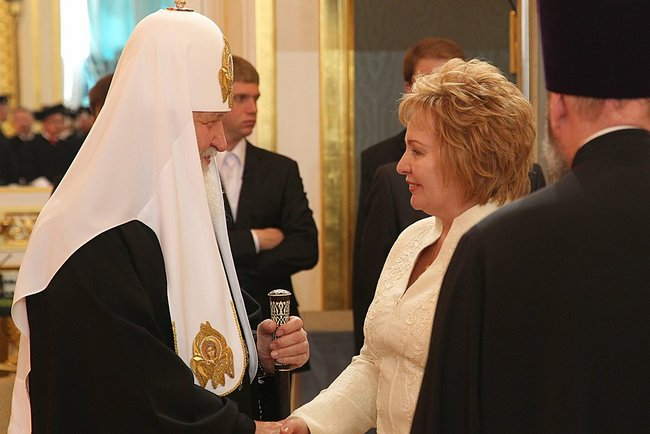
푸틴의 대통령 취임식에서 (2012년 5월 7일)
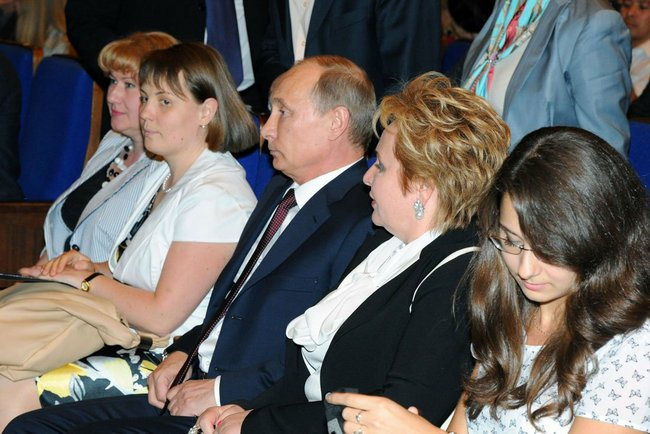
에스메랄다 발레 공연에 참석한 푸틴 부부 (2013년)